# Leichtathletik-Weltmeisterschaften 2022/Teilnehmer (Samoa)
| Gelbes Symbol für Goldmedaillen mit stilisierten Olympischen Ringen | Graues Symbol für Silbermedaillen mit stilisierten Olympischen Ringen | Braundes Symbol für Bronzemedaillen mit stilisierten Olympischen Ringen |
| ------------------------------------------------------------------- | --------------------------------------------------------------------- | ----------------------------------------------------------------------- |
| ––                                                                  | –                                                                     | —                                                                       |

Der Leichtathletikverband von Samoa hat für die Leichtathletik-Weltmeisterschaften 2022 in Oregon einen Sportler gemeldet.

## Ergebnisse

### Männer

#### Sprung/Wurf
| Athletin  | Disziplin  | Qualifikation | Qualifikation | Finale  | Finale |
| Athletin  | Disziplin  | Weite         | Platz         | Weite   | Platz  |
| --------- | ---------- | ------------- | ------------- | ------- | ------ |
| Alex Rose | Diskuswurf | 64,14 m       | 12            | 65,57 m | 8      |